# Palacio Alcorta
Palacio Alcorta é um grande edifício que ocupa um quarteirão inteiro, localizado no bairro de Palermo Chico, em Buenos Aires. 
Ele é composto por vários Lofts de luxo e instalações para conferências. Em seu térreo há o "Museo Renault".
Antes do Palacio Alcorta, esta mesma localização abrigava o famoso Palacio Chrysler.

## História

### Palacio Chrysler
Em 1927, depois de 15 anos como importadores da Chrysler na Argentina, os “irmãos Resta” adquiriram com exclusividade os direitos de representar e montar os carros da empresa no país. 
Para sua nova empreitada, os irmãos construíram o que seria conhecido como Palacio Chrysler, um prédio para montar, vender e testar os carros. Ali ficariam o showroom da concessionária, os escritórios, as oficinas de montagem e manutenção e os depósitos.
O Palacio Chrysler foi projetado pelo italiano Mario Palanti e ocupava um quarteirão inteiro de uma área com poucas construções em Buenos Aires, e foi inaugurado oficialmente em 1o de dezembro de 1928. Na fachada ele tinha colunas decorativas e amplo espaço para o showroom da concessionária que levava o nome da família. Na parte de trás ficavam os escritórios e oficinas de montagem e fabricação de peças de reposição. No primeiro andar ficavam os locais de pintura e acabamento, e depósito dos carros prontos para entrega.
Na cobertura do edifício foi construída uma pista de testes, que foi chamada de "Estadio Olimpo", que tinha como principal finalidade realizar os últimos testes das unidades terminadas.
Em 1931, uma fraude envolvendo apostas em corridas de cavalos feitas com o dinheiro de um cheque sem fundos causou a falência da Hermanos Resta e a empresa foi incorporada por outra chamada Fevre & Basset
Em 1932 começou a montagem de autos e caminhões. Dois anos depois, a empresa mudou de nome (de "Resta Hermanos", passou a se chamar "Fevre y Basset Limitada S.A.I.C."), e manteve a produção e importação dos modelos Chrysler, Plymouth, Dodge e pickups e caminhões Fargo.
Durante a Segunda Guerra Mundial, devido à falta de recursos, as operações produtivas tiveram que ser suspendidas. Neste ínterim, a montadora havia ficado “acurralada” pela urbanização que se desenvolveu ao seu redor. Entre 1948 e 1950, a empresa constrói sua nova montadora em terrenos de 38 hectares situados no município de San Justo.

#### Estadio Olimpo
A pista de testes, chamada de "Estadio Olimpo", era em formato oval com curvas inclinadas, sendo a primeira e única de toda América Latina montada no teto de um prédio.
Ela tinha pouco mais de 1.730 metros comprimento, era totalmente inclinada e, além de servir de pista de testes, era usada para receber a alta sociedade argentina para apreciar os carros da Chrysler em corridas — a parte interna da pista tinha tribunas com capacidade para 3.000 espectadores.

### Sede do Registro Nacional de Armas
Durante a Ditadura militar na Argentina, o Palacio Chrysler foi ocupado pelo "Comando de Arsenales del Ejército Argentino", passando a ser sede do Registro Nacional de Armas.

### Palacio Alcorta
Em 1990, o local foi comprado por uma companhia de desenvolvimento urbano, que o transformou em um condomínio de lofts de luxo e salas comerciais chamado Palacio Alcorta. Na reforma do prédio, a pista foi desmanchada e deu lugar às piscinas dos lofts, e um jardim interno com raias de natação.